# Bibliothèque Nationale de Madagascar
Die Nationalbibliothek von Madagaskar (fr.: Bibliothèque nationale de Madagascar) ist die Nationalbibliothek der Republik Madagaskar. Sie befindet sich in der Hauptstadt Antananarivo im Stadtteil Ampefiloja.

## Geschichte
Die Bibliothek wurde im Jahre 1905 als Zentrale Regierungsbibliothek begründet. Der erste Bibliothekar war Eugène Géglet, der dort bis 1938 wirkte. Als Bibliothekar erstellte und veröffentlichte er thematische Bibliographien von Dokumenten, unter anderem zu Landwirtschaft, Industrie und Handel. Er sammelte Fotos, Dokumente und Ausschnitte über die Geschichte Madagaskars und erstellte drei Broschüren (mit insgesamt 329 Seiten) für die Bibliographie Madagaskars von 1905 bis 1930. Ungefähr 100 seiner Alben mit Fotografien und Zeitungsausschnitten sind in der Nationalbibliothek vorhanden. Anfangs befand sich die Bibliothek in der Residenz des Kolonial-Gouverneurs im Palast Amboitsorochitra.
1961 erhielt die Bibliothek nationalen Status. Da sie wertvolle Sammlungen zur Geschichte Madagaskars enthält, die von Forschenden und Studierenden genutzt werden, wurde 2017 mit der Digitalisierung begonnen.
Im Jahr 2011 umfasste der Bibliotheksbestand 236470 Exemplare.

## Rechtsgrundlage
Das erste Dekret für Pflichtexemplare für die Bibliotheken wurde am 16. März 1896 von Hippolyte Laroche an der Spitze des Generalgouvernements erlassen und betraf die Verteilung von Zeitungen und Zeitschriften. Bis 1960 wurden mehrere Verordnungen erlassen. Rechtsexemplare der Verlage wurden an die Zentralbibliothek der Regierung und die französische Nationalbibliothek geschickt. Nach der Unabhängigkeitserklärung Madagaskars wurden dazu mehrere Rechtsakte veröffentlicht. Gemäß Gesetz Nr. 90-031 vom 21. Dezember 1990 liegt die Verpflichtung zur Herausgabe eines Exemplars jeweils bei der Druckerei und beim Verlag. Sechs Exemplare werden an das Innenministerium gesandt, welches zwei Exemplare behält. Die Nationalbibliothek hat Anspruch auf zwei Pflichtexemplare.
Ende 2019 führte das Ministerium für Kommunikation und Kultur (MCC) zahlreiche Innovationen ein.
Die Bibliothek verfügt über 5 Lesesäle, unter anderem über einen Saal für Kinder, einen Saal für Forschung und einen öffentlichen Lesesaal mit 100 Plätzen.
Die UNESCO schätzt, dass 76,8 % der Bevölkerung von Madagaskar (über 15 Jahren) alphabetisiert sind (2012).